# Maasin (Iloilo)
Maasin is een gemeente in de Filipijnse provincie Iloilo op het eiland Panay. Bij de laatste census in 2010 telde de gemeente ruim 35 duizend inwoners.

## Geografie

### Bestuurlijke indeling
Maasin is onderverdeeld in de volgende 50 barangays:
| - Abay - Abilay - Agrocel Pob. - Amerang - Bagacay East - Bagacay West - Bug-ot - Bolo - Bulay - Buntalan - Burak - Cabangcalan - Cabatac - Caigon - Cananghan - Canawili - Dagami | - Daja - Dalusan - DELCAR Pob. - Inabasan - Layog - Liñagan Calsada - Liñagan Tacas - Linab - MARI Pob. - Magsaysay - Mandog - Miapa - Nagba - Nasaka - Naslo-Bucao - Nasuli - Panalian | - Piandaan East - Piandaan West - Pispis - Punong - Sinubsuban - Siwalo - Santa Rita - Subog - THTP Pob. - Tigbauan - Trangka - Tubang - Tulahong - Tuy-an East - Tuy-an West - Ubian |

## Demografie
Maasin had bij de census van 2010 een inwoneraantal van 35.069 mensen. Dit waren 2.514 mensen (7,7%) meer dan bij de vorige census van 2007. Ten opzichte van de census van 2000 was het aantal inwoners gegroeid met 4.241 mensen (13,8%). De gemiddelde jaarlijkse groei in die periode kwam daarmee uit op 1,30%, hetgeen lager was dan het landelijk jaarlijks gemiddelde over deze periode (1,90%).

De bevolkingsdichtheid van Maasin was ten tijde van de laatste census, met 35.069 inwoners op 128,59 km², 272,7 mensen per km².

## Geboren in Maasin
- Marcos Alicante (25 april 1895), wetenschapper (overleden 1968).